# 로스차일드가

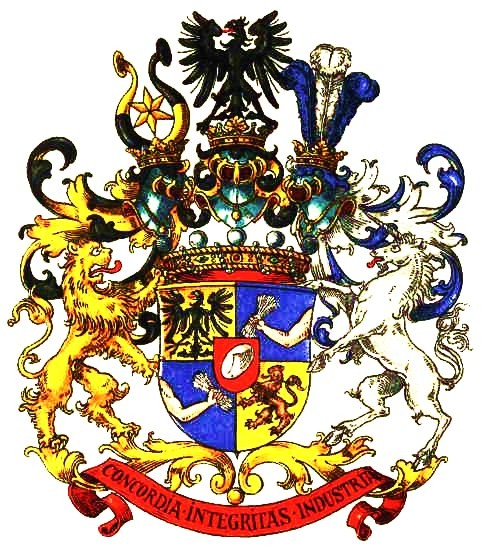
로스차일드가의 문장

로스차일드 가(영어: Rothschild family)는 독일 유대계 국제적 금융 재정 가문이다. 독일 프랑크푸르트에서 태어난 마이어 암셀 로스차일드가 세웠고, 5명의 아들들에게 사업을 분배해서 맡겨 최초의 국제적 금융 은행을 설립한 후 막대한 부를 축적하였다. 로스차일드가는 신성 로마 제국, 오스트리아와 영국 정부로부터 귀족 작위를 받았다. 로스차일드는 영어 발음이며, 독일어로는 로트실트, 프랑스어로는 로트실드로 발음된다.
19세기에 로스차일드 가문은 세계에서 가장 부유한 가문으로 올라섰으며, 현재까지도 그 명예를 지켜나가고 있다. 가문의 재산은 시간이 지나며 기하급수적으로 불어났고, 로스차일드 가가 관여하는 분야는 수많은 사업들을 망라하며 걸쳐져 있는데, 국제 금융, 주식, 광업, 에너지 사업, 비영리 사업까지 장악하며 그 범위를 꾸준히 확장시키고 있다. 이와 같은 엄청난 부 때문에, 로스차일드 가는 종종 국제 정치와 경제를 장악한 음모론의 주인공이 되기도 한다.

## 조상들
'로스차일드'라는 뜻은 옛 독일어로 '붉은 방패'라는 뜻이다. 이와 같은 이름은 당시에 가문이 대대로 살던 저택의 모습에서 따온 것으로 알려져 있다. 이 붉은 방패는 아직도 로스차일드가의 문장 한가운데에 박혀 있다. 본래 로스차일드 가문은 독일의 대금업자 가문이었으나, 1744년 독일 프랑크푸르트의 유대인 지역에서 마이어 암셀 로스차일드가 태어나며 본격적으로 그 비상을 시작하게 된다. 마이어 암셸 로스차일드는 자신의 금융 제국을 만들고, 5명의 아들들을 유럽 각지로 파견하여 사업 범위를 확장해나가기 시작한다. 로스차일드 가문의 문장에 그려져 있는 '5개의 화살을 쥐고 있는 주먹'은 바로 이 5명의 아들들을 상징적으로 그린 것이다.
로스차일드 가문은 유럽의 왕과 귀족들의 신용과 예금을 관리하였으며, 그들의 은행은 왕실과 귀족들의 명성과 권위를 바탕으로 굳건하게 그 세를 불려나갔다. 그들의 재산은 주식, 채권, 부채와 같은 형식으로 전세계를 순환하였다.

마이어 암셀 로스차일드는 오직 가문에 속한 사람들만 은행에 대해 깊숙이 관여할 수 있도록 하여, 가문과 은행의 재산을 철저하게 숨겼다. 나중에는 다른 유대인 가문들도 이와 같은 방식을 따라하기 시작하며, 부를 쌓기 시작했다. 19세기 중반에 이르러, 유대인 가문들은 세계 경제에 필수적인 요소가 되었다. 로스차일드 가문은 왕실과 다른 대부호 가문들과 결혼하며 가문의 부를 축적했다. 

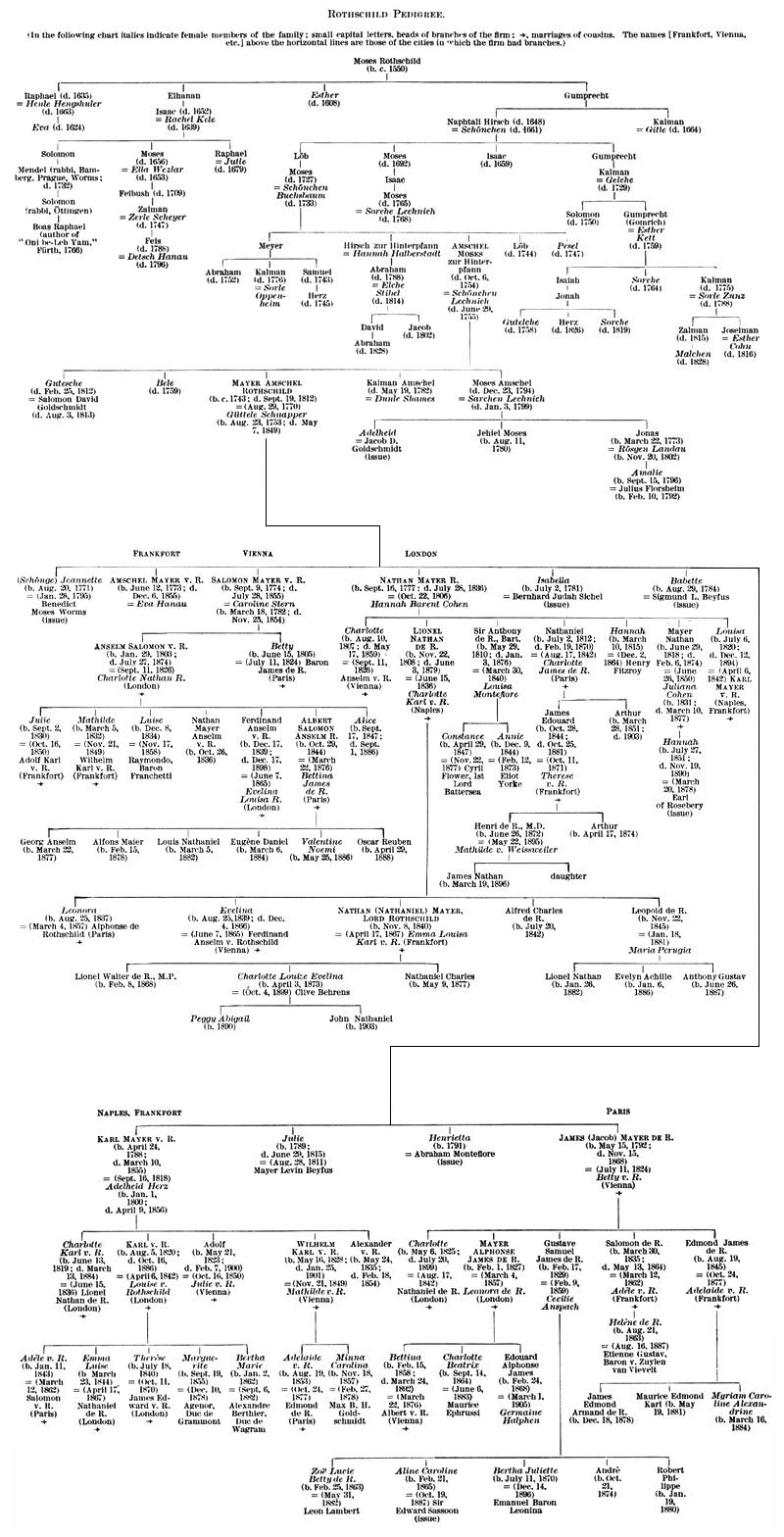
로스차일드 금융 가문의 계보도

암셀 마이어 로스차일드는 금융 사업의 확장을 위해 당대 유럽 경제의 핵심부에 5명의 아들을 보냈고, 그 아들들의 이름은 아래와 같다.
- 마이어 암셀 로스차일드 (1773–1855): 프랑크푸르트
- 살로몬 마이어 로스차일드 (1774–1855): 빈
- 네이선 마이어 로스차일드 (1777–1836): 런던
- 카를 마이어 로스차일드 (1788–1855): 나폴리
- 자크 마이어 로스차일드 (1792–1868): 파리

## 나폴레옹 전쟁
로스차일드 가문은 나폴레옹 전쟁 때 상당한 부를 쌓으며 큰 발전을 이루었다. 로스차일드 가문은 신용과 함께 신속하고 정확한 정보가 생명이었고, 이를 얻기 위해 유럽 각지에 촘촘한 정보망을 깔아 심지어 각국의 정부들보다도 빠르게 정보를 얻을 수 있었다. 마침 나폴레옹 전쟁이 발발하자, 로스차일드 가문은 본격적으로 산업 스파이를 보내어 프랑크푸르트-파리-런던-빈-나폴리로 이어지는 정보망을 구축했다. 또한 당시 런던에 파견되어 있었던 네이선 로스차일드는 영국에 엄청난 규모의 금과 정보를 제공하며 영국 정부의 신뢰를 쌓으며 정계에 진입을 시도했다.

### 영국의 국채
워털루 전투는 나폴레옹 전쟁에서 일어난 가장 중요한 전투였다. 영국군과 프랑스 군대가 대격돌하였는데, 이 전투에 따라 차후 유럽의 판도가 갈릴 확률이 매우 높았고, 유럽의 이목은 모두 이 곳으로 쏠려 있었다. 만약 영국이 이 전투에서 승리한다면, 영국의 명예와 권위는 그 어느때보다도 높아질 것이지만, 만약 나폴레옹이 이끄는 프랑스군이 이긴다면 영국이 무너지며 그와 함께 영국과 관련된 채권, 무역 문서, 신용도가 폭락할 가능성이 있기 때문이었다. 당시 네이선 메이어 로스차일드도 이 전투의 행방에 크게 관심을 기울인 사람들 중 한 명이었고, 누구보다도 빨리 이 전투에 대한 정보를 얻기 위해 노력했다.
네이선 로스차일드는 뛰어난 정보 수집망을 바탕으로 정부보다 무려 1일이나 앞선 날에 워털루 전투에서 영국이 이겼다는 소식을 입수했다. 하지만 그는 이 귀중한 정보를 대중들에게 곧이곧대로 이야기하지 않고, 오히려 사람들을 향해 영국군이 졌다라고 거짓 정보를 퍼뜨리기 시작했다. 이 말을 믿은 금융가의 사람들은 곧 그 가치가 폭락할 영국의 국채를 팔아치우기 시작했고, 워낙 많은 수의 국채가 한꺼번에 매물로 나왔기 때문에 얼마되지 않아 영국의 국채는 이전의 5%밖에 안되는 헐값이 되어버렸다.
네이선 로스차일드는 이 기회를 놓치지 않았다. 그는 헐값에 나온 영국의 국채를 모두 사들였고, 그 다음날 영국 정부가 공식적으로 승전보를 전하면서 영국 국채 가격은 엄청나게 치솟기 시작했다. 이와 같은 행동으로 인해 로스차일드 가문은 무려 20배나 되는 차익을 보았고, 이는 로스차일드 가문이 나중에 세계적인 금융 제국을 세우는 데 밑거름이 되어주었다.
하지만 이와 같은 이야기가 거짓이며, 로스차일드 가문이 퍼뜨린 헛소문이라는 주장도 있으며, 1940년대에 나치가 반 유대 프로파간다를 위해 일부러 선동적인 내용을 섞어 가미한 거짓 일화라는 주장도 있다.
-이에 관한 보다 자세한 정보는 '쑹훙빙' 저작인 화폐전쟁 1편에 소개되어 있으나 그 또한 오리지널이라고 보기에는 무리가 있는 것으로 보인다. 그것에 대한 근거로 일본의 반핵운동가인 히로세 다카시의 1986년 저작물인 [제 1권력(원제; 億万長者はハリウッドを殺す)]에 이은 국제금융사슬을 장악하고 있는 거대자본가들에 관한 [붉은 방패 - 로스차일드의 수수께끼(赤い楯 - ロスチャイルドの謎)](한국에는 출간되지 않았다.)가 이미 출간된 이력이 있기 때문이다.

## 국제 금융
- 로스차일드 가문은 막대한 돈을 투자하여 유럽의 산업화에 지대한 영향을 끼쳤으며, 전 세계에 철도를 까는 데 적극적으로 참여했으며, 심지어 수에즈 운하와 같은 거대 정부 사업에도 관여하여 이익을 남겼다.
- 로스차일드 가문은 브라질의 독립에도 크게 관여했다.
- 세실 로즈의 아프리카 식민지 사업에도 자금을 지원하였고, 이로 인해 1880년대 후반 아프리카의 광산 회사를 인수하게 된다.
- '로스차일드'라는 이름은 마치 사치와 부의 대명사처럼 여겨졌다. 가문은 예술품 수집, 궁전, 자선 사업으로 유명하였다. 로스차일드 가문은 세계에서 가장 화려한 궁전들을 소유하고 있었으며, 그 수도 41개나 되었다. 심지어 로이드 조지 영국 총리마저 1909년에 로스차일드가 영국에서 가장 강력한 인물이라고 평한 바 있다.

## 로스차일드 가문과 관련된 어록
```
"돈을 자유롭게 벌더라도 최소한의 도덕은 갖춰야 한다."
```

- 애덤 스미스(1723~1790)

```
"내 아들들이 전쟁을 바라지 않는다면, 전쟁에 열을 올리는 사람들도 없어질 것이다."
```

- 구들 슈내퍼(마이어 암셀 로스차일드(1744∼1812)의 아내)

```
"한 나라의 정부가 은행가의 돈에 의존하면, 정국도 정부 지도자가 아닌 은행가가 장악하기 마련이다.
돈주머니를 쥔 쪽이 아무래도 돈을 쓰는 쪽보다는 유리하기 때문이다. 돈에는 조국이 없다.
금융재벌은 무엇이 애국이고 고상함인지 따지지 않는다. 그들의 목적은 오로지 이익을 얻는 것이다."
```

- 나폴레옹(프랑스 황제, 1769.8.15~1821.5.5)

```
"로스차일드 가문은 세계금융시장을 주도하면서 다른 분야도 거의 장악했다.
그들은 이탈리아 남부지역 전체의 재정 수입을 담보로 한 재산을 소유하고 있으며,
유럽 모든 국가의 국왕과 정부 각료가 이들 영향력 안에 있다."
```

- 벤저민 디즈레일리(영국 수상, 1804.12.21~1881.4.19)

```
"금권(화폐)권력은 평화시에 국가를 잡아먹으려 하고 역경의 시기에는 반역을 꾀한다.
그것은 군주제보다 더 포학하고, 독재보다 더 거만하며, 관료제보다 더 이기적이다.
나는 가까운 미래에 나를 무력하게 하고 내 조국의 위험 앞에 떨게하는 위기가 닥쳐올 것을 알고 있다.
기업이 왕좌를 차지했다.
타락의 시대가 뒤따를 것이고, 재부가 소수의 손에 집중되고, 공화국이 파괴될 때까지
금권(화폐)권력은 대중에게 피해를 끼치며 그 권세를 확장할 것이다. "
```

- 에이브러험 링컨(미국 대통령, 1809.2.12~1865.4.15)

```
"경쟁은 대립하는 자본가의 수에 정비례하며 대립하는 자본가의 규모에 반비례한다.
경쟁은 언제나 수많은 작은 자본가의 몰락으로 끝난다.
이들이 보유했던 자본의 일부는 정복자의 손에 넘어가며 나머지는 소실된다."
```

- 칼 하인리히 마르크스(1818~1883), 『자본』

```
"이 독특한 조직은 구성원으로 보나 행동의 동기로 보나, 철저한 영리 이익이라는 사적 이해에 확고하게 뿌리박고 있었다.
'로스차일드(Rothchild) 가문'은 어느 한 정부에 종속되는 법이 없었다.
이 가문의 여러 가족은 서로 다른 나라로 퍼져 영업을 하고 있었지만
하나의 단일한 가문으로서는 국제주의라는 추상적 원칙을 몸소 체현하는 것이었다.
이 여러 가족의 충성을 찬 몸에 지닌 단일한 기업으로서의 로스차일드가 제공하는 신용이야말로
당시 급속히 성장하던 세계 경제의 산업 활동을 정부와 잇는 초국가적 연결 고리가 되었던 것이다.
궁극적으로 따져본다면, 당시에는 한 나라의 정치가들과 국제적 투자가들이 함께 신뢰할 수 있는 독립적인 기관이 필요했고,
로스차일드가 누리던 독립성이란 바로 이러한 당시의 시대적 필요에서 나온 것이었다고 할 수 있다.
즉 유럽 여러나라의 수도에 둥지를 틀고 있기는 하지만 그 나라에 대해서 형이상학적인 치외법권을 누리는
로스차일드 유대인 은행가들의 왕조야말로 그러한 절박한 필요에 대해 거의 완벽한 해답을 제공해주는 존재였던 것이다."
```

- 칼 폴라니(1886.10.25.~1964.4.23), 『거대한 전환』1장 「백년 평화」 중, 2009

## 귀족 작위
1816년, 5명의 아들들 중 4명은 오스트리아 황제에 의해 귀족 작위를 받았다. 형제들 가운데 유일하게 작위를 받지 못했던 네이선 로스차일드는 1818년에 작위를 받았다. 그들 모두 1822년 9월 29일 오스트리아 남작의 권리를 수여 받았다. 형제들은 귀족 작위를 받은 후, 가문의 신용도와 명예를 높이기 위해 이름에 귀족의 상징인 '본' 혹은 '드'라는 단어를 넣어 사용하였다.
1885년에 로트실트 은행 런던 지점의 네이던 메이어 로스차일드 2세(1840–1915)는 귀족 직함을 수여받았고, 현재까지 이 귀족 작위를 물려주어 지금은 4대 남작이 그 이름을 지키고 있다.

## 시오니즘
로스차일드 가문은 가장 대표적인 유대인 가문이고, 유대인 국가를 세우는 데 큰 도움을 주었다. 로스차일드 가문은 이스라엘의 가장 강력한 후원자이다. 에드몽 자크 드 로쉴드 남작은 팔레스타인에 위치한 리숀레지온의 첫 번째 이민 후원자이다. 1917년, 월터 로스차일드는 밸푸어 선언의 수신인이었고, 유대인이 팔레스타인에 국가를 건설하는 것을 영국 정부로부터 약속받았다. 또한 로스차일드 가문의 막대한 자금력을 활용, 미국 정부에 로비와 압력을 넣어 미국이 이스라엘 건국을 지지하는데 큰 역할을 하였다.
제임스 아먼드 드 로스차일드는 이스라엘에 많은 자금을 조달했다.
이스라엘의 지방법원건물은 도로시 드 로스차일드가 후원하였다.
도로시 드 로스차일드가 새 지방법원 건물 건축을 후원하겠다는 의사를 밝히려고 국무총리 피러스에게 썼던 편지가 국외 대통령 회의실에 전시되어 있다.

## 영국 지부
로스차일드 가문은 1798년에 셋째 아들 네이선 마이어 로스차일드를 필두로 하여 영국 런던에 지점을 세웠다. 네이선 로스차일드는 처음에 맨체스터에 직물 사업을 차렸고, 나중에 자본이 확장하자 런던에 은행을 세워 본격적인 금융 사업을 시작하였다.
19세기 초, 로스차일드 가문은 영국이 나폴레옹 전쟁 동안 타국 정부에 빌려준 금을 관리하고, 자금을 조달하는 데 주도적인 역할을 하였다. 로스차일드 가문은 철저하고 정확한 정보, 운반 시스템을 활용하여 스페인과 포르투갈에서 전투를 치르던 웰링턴 공작에게 군대 자금을 지원하였다. 또한 정부 주도 프로젝트에 복잡하고 정교한 금융을 제공하여, 영국이 19세기 후반에 최전성기를 맞는데 큰 역할을 했다. 로스차일드 가문이 런던에 세운 은행은 영국은행에 충분한 주화와 금화들을 공급하였고, 유동성 위기를 피하는 데에도 도움을 주었다.
네이선 마이어 로스차일드의 사업은 그의 장남이 물려받았고, 그의 경영 기간동안 로스차일드 은행은 1875년 영국이 수에즈 운하의 지분 매입을 지원했다. 또한 남아프리카 총독 세실 로즈에게 자금을 지원하기도 하였다. 1873년, 영국 지부는 다국적 광산 회사 '리오 틴토'의 구리 광산을 인수했다. 로스차일드 가문은 리오 틴토의 경영 구조를 재편했고, 회사의 적자를 없애고 수익성 높게 바꾸었다. 1905년, 로스차일드 가문은 리오 틴토의 지분을 30%가량 소유하며 최대 대주주가 되었다. 1887년, 프랑스 지부와 영국 지부가 합작하여, 세계 최대 다이아몬드 회사인 드비어스의 지분을 인수하여 최대 대주주가 되었다.

## 프랑스 지부
막내 아들이었던 자크 마이어 로스차일드(1792–1868)는 파리에 지점을 세웠다. 나폴레옹 전쟁 동안 그는 대다수 철도 건설과 채광 산업의 자금조달 역할을 했다. 자크의 아들 귀스타브 드 로스차일드와 알퐁스 자크 드 로스차일드는 은행 사업을 계속했고, 모은 돈을 프로이센 왕국이 1870년대 프로이센-프랑스 전쟁에서 점령한 땅의 반환을 요구하는데 사용하였다. 파리의 로스차일드 가문 세대는 여전히 가문 사업에 집착했고 국제적 투자 은행의 거장이 되었다. 로스차일드는 투자 뱅킹 합병 과 영국, 프랑스, 이탈리아 획득 계약의 톰슨 금융 업계를 이끌었다. 미국에선 그들의 합병 뱅킹 리스트럭처링 그룹은 미국 항공과 델파이의 재정이 곤란할 것 같은 거래를 하였다. 로트실트는 2003년에 영국 친척이 개인의 탄탄한 회사를 창설하기 위해 공적으로 소유한 프랑스의 로쉴드 뱅킹 하우스가 기인됐다는 사실로 매각한 막대한 자본을 가지고 있는 미국과 EU의 공적인 상업 뱅킹 거장들로부터 경쟁의 맹습을 받았다.
두 번째 프랑스 지점은 너세니얼 드 로스차일드에 의해 창설되었다. 런던에서 태어난 그는 가문의 영국 지점의 소유주인 네이선 메이어 로스차일드의 4번째 아들이었다. 1850년에는 너세니얼 드 로스차일드가 파리로 옮겨왔고, 표면상 그의 삼촌인 자크 마이어 로스차일드와 함께 일했다. 1853년 너세니얼 드 로스차일드는 지롱드주에 위치한 보르도 포도주의 생산 양조장을 사들였다. 너세니얼 드 로스차일드는 포도밭을 개명했고, 이 포도밭에서 나온 포도로 만든 포도주, 샤토 무통 로쉴드는 세계에서 가장 유명한 고급 포도주들 중 하나가 되었다. 너세니얼의 삼촌 자크 마이어 로스차일드는 샤토 라피트 로쉴드 양조장을 획득했다.
파리 지부는 1982년에 프랑수아 미테랑이 이끄는 사회주의 정부가 로스차일드 은행을 국유화하고 새롭게 이름까지 바꾸었을 때 궤멸에 가까운 타격을 받았다. 이를 극복하기 위해 당시 프랑스 지부장이었던 다비드 드 로스차일드 남작은 39세에 오직 세 명의 직원과 100만 달러밖에 되지 않는 자본으로 완전히 새로운 로스차일드 은행을 다시 세우기로 결정했다. 로스차일드 가문은 탁월한 금융 조종 능력과 막강한 자본력을 바탕으로 급속히 성장했고, 오늘날 파리 로스차일드 은행은 글로벌 사업에 상당수의 주요한 부분을 차지해서 22개의 지점을 가지고 있다.

## 오스트리아 지부

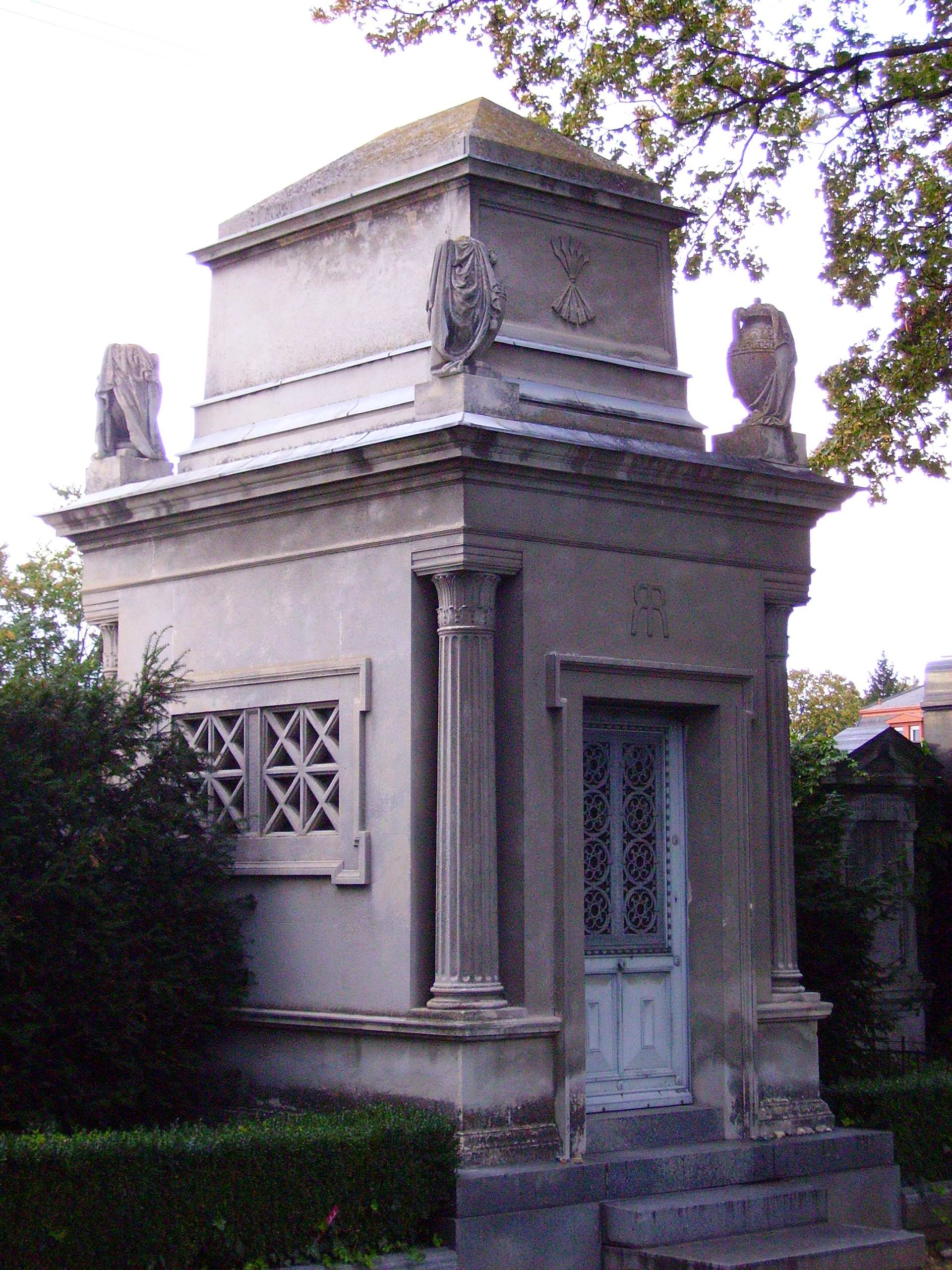
오스트리아 지점 로트실트 가문의 무덤

오스트리아 빈에서는 살로몬 마이어 폰 로스차일드가 1820년대에 은행을 창설했고, 탁월한 능력을 통해 얼마 지나지 않아 오스트리아에서 가장 명망높은 가문들 중 하나가 된다. 오스트리아의 로스차일드 가문은 그들의 서비스 때문에 후에 오스트리아 황제에게서 귀족 작위까지 받는다. 1929년 대공황이 일어나 은행이 위기에 처하자, 루이스 폰 로스차일드 남작과 당시 오스트리아에서 가장 컸던 은행은 합작하여 위기를 타개하고자 했다. 하지만 이러한 노력에도 불구하고, 얼마 지나지 않아 일어난 제2차 세계대전 동안 나치 독일군이 오스트리아로 쳐들어왔다. 나치 독일이 유대인을 배척, 잡아들이기 시작하자 로스차일드 가문은 그들의 은행을 버리고 나라에서 도망쳤다. 가문의 태피스트리, 갑옷, 조각상, 궁전들은 나치에 의해 압수되고 약탈당했다. 가문 일가는 모두 홀로코스트에서 달아났고, 그들 중 몇 명은 미국에 정착했다. 1999년 오스트리아 정부는 나치에 의해 빼앗겼던 250개의 예술품과 전리품을 로스차일드 가문에게 돌려주는 것에 승인했고 예술품과 전리품은 박물관에 보내졌다.

## 이탈리아 지부
로스차일드 가문은 교황령, 나폴리, 토스카나의 왕과 귀족들에게 돈을 빌려주며 그 명성을 쌓아나갔다. 하지만 1861년, 이탈리아가 통일되었고, 로스차일드 가문의 주요 고객이었던 귀족들의 수는 급격하게 줄었고 사업의 전망도 꾸준히 하락하였다. 하지만 로스차일드는 바티칸과의 밀접한 관계를 여전히 유지하고 있었다. 로스차일드 가문은 1832년 교황 그레고리오 16세에게 엄청난 금액의 대출을 해주었고, 당시 교황과 로스차일드의 만남을 지켜보던 참석자들은 로스차일드 가문의 사람들이 교황 앞에 입술을 맞추지 않는 등 예를 갖추지 않는 것을 보고경악했다고 한다. 1906년, 로스차일드 가문은 '교황의 재산 관리인'이라는 별명으로도 불렸다.

## 현대 사업
현대에 들어 로스차일드 가문은 기부, 예술품 후원 등을 통해 사람들에게 존재감을 드러냈다. 현재 로스차일드 가문의 사업은 19세기에 비하면 소규모이지만, 여전히 엄청난 규모의 재정과 금융을 관리하고 있으며, 현금, 주식, 농업, 광업, 서비스업, 와인 제조, 비영리 단체 등 다양한 사업들을 총망라하며 그 세를 떨치고 있다.
초반에는 런던, 파리, 빈, 프랑크푸르트, 나폴리 다섯 도시들을 중점적으로 사업을 했다.

그리고 19세기에 서유럽에서 제국주의 활동을 하면서 해외 식민지배 정책을 펼치던 영국, 네덜란드, 프랑스, 도이칠란드, 에스파냐, 포르투갈, 이탈리아 7개 국가들 사이에 로스차일드의 자본이 가장 많이 관련되어 있다.

그래서 영국 프랑스 포르투갈 에스파냐 도이칠란드 이탈리아 네덜란드 같은 식민지배했던 서유럽 열강 출신국 일곱 개 나라의 재정적 패권을 현재 로스차일드 가문과 유대계 자본이 쥐고 있다.

### 로스차일드 그룹
2003년 7월에 런던과 파리의 은행들이 공동 의장 밑에서 통합되었을 때, 오랫동안 제각기 사업을 유지했던 로스차일드 가문의 사업구조가 재편성되었다. 파리의 로스차일드 지부가 프랑스와 유럽 대륙의 은행 사업을 관장하며, 영국 지부가 나머지 금융 사업들을 관장한다는 것이다. 2005년, 로스차일드 그룹의 지분 중 약 20%가 홍콩의 한 자회사에게 팔려나갔고, 2008년 11월, 네덜란드의 라보뱅크가 로스차일드 그룹의 지분 7.5%를 넘겨받았다. 라보뱅크와 로스차일드 가문은 힘을 합쳐 인수 합병 자문 및 자본 분야에서 협력 계약을 체결했고, 이를 통해 식품 및 농업 부분 시장 확대, 동아시아로 진출, 광범위한 로스차일드 가문의 사업을 돕는데 영향을 끼치려 하였다.
자크 로스차일드의 또다른 자손인 에드몽 아돌프 드 로스차일드는 제네바에 오늘날 세계의 15개국과 교류하고 있는 LCF 로스차일드 연합을 창설했다. 연합의 Banque Privée Edmond de Rothschild S.A, La Compagnie Benjamin de Rothschild S.A를 포함한 수위의 사업을 하고 있는데, 비록 이 회사가 본래 금융 회사이지만 특이하게도 자산관리와 개인 뱅킹, 양조 보험을 했고 (로스차일드 가문은 아르헨티나, 남아프리카에 보르도 양조장을 가지고 있다.)농장경영, 최고급 호텔 경영과 요트 레이싱도 같이 하고 있다는 점에서 로스차일드 가문의 재력을 볼 수 있다. LCF 로스차일드 그룹은 일반적으로 에드몽 남작의 아들인 벤야민 드 로스차일드에 의해 통솔되었다.

### 포도주
로스차일드 가문은 무려 150년이라는 시간동안 포도주 사업을 해왔다. 로스차일드 가문은 1853년 프랑스의 유명 양조장을 구입하여 '샤토 무통 로쉴드'라는 브랜드를 창출했고, 자크 마이어 로스차일드는 후에 샤토 라피트 로쉴드라는 포도주 상표를 만들어냈다.
오늘날 로스차일드 가는 전세계에 포도주 양조장을 보유하고 있다. 북아메리카, 남아메리카, 호주, 프랑스 등 세계 곳곳의 최고급 포도밭들을 소유하여, 그 곳에서 나는 포도로 와인을 만드는데, 로스차일드 가문의 포도주는 가히 세계 최고급으로 평가받고 있다.

### 예술과 기부
한때 로스차일드 가문은 세계에서 가장 큰 예술 후원자였다. 전성기에는 세상에서 가장 방대한 예술 컬렉션들을 보유하고 있었으며, 공립 미술관에 전시되어 있는 많은 명화와 대작들은 로스차일드 가문의 기부로 이루어졌다고 해도 과언이 아니었을 정도였다. 때로는 가족들이 익명으로 엄청난 거금을 기부하기도 하였다.
2014년, 런던 국립 미술관의 이사회 의장에 로스차일드 가문의 인물이 임명되었다.

## 마이어 암셀 로스차일드의 중요한 자손들
- 알폰스 제임스 드 로스차일드 (1827–1905)
- 경 안토니 로스차일드 (1810–1876)

## 대중문화에서
세계 최고 대부호였던 로스차일드 가문의 이야기는 영화 감독들의 이목을 많이 끌었다. 《로스차일드의 집》이라는 제목의 1934년 할리우드영화는 George Arliss와 Loretta Young이 주역이고 메이어 암셀 로스차일드의 생을 이야기하는 영화이다. 이 영화는 국가 사회주의자(나치) 선전 영화인 불변의 유대인이라는 영화와 1940년에 다른 독일 영화인 Erich Waschneck에 의해 만들어진 죽어라 로스차일드(또한 Aktien auf Waterloo라고도 부른다)를 인용했다. 브로드웨이 뮤지컬 《로트실트》는 1818년에 로스차일드 가문의 부흥을 소재로 만들어졌고 1971년 토니 상을 수상했다.
프랑스에선 '로스차일드'라는 이름 자체가 19세기와 20세기에 걸쳐 끝없는 부, 유행, 매력의 동의어였다. 로스차일드 가문은 르네상스 식의 화려한 왕궁, 네오 르네상스 식의 저택, 화려한 벨벳과 금을 입힌 가구들, 방대한 갑옷과 조각품들, 빅토리아풍의 실내 장식들로 유명했고, 후대 프랑스의 유명 디자이너들에게도 큰 영감을 주었다.

## 음모론
로스차일드 가문의 막대한 부와 권력은 종종 음모론자들의 입에서 많이 거론되는 주제들 중 하나이다. 그들은 지난 2세기 동안 이 가문이 막강하기 짝이 없는 희대의 권력 구조를 구축하였으며, 전세계의 정치와 경제를 통제한다고 주장한다. 또한 전세계에서 일어나는 모든 형태의 분쟁과 전쟁들이 로스차일드 가문의 이익을 위해 일부러 일으킨 것이라 강조하는 경향이 있다.

## 같이 보기
- 만사 무사
- 메디치 가문
- 록펠러 재단
- 만수르 빈 자이드 알나하얀
- 빌 게이츠
- 카를로스 슬림 엘루
- 사순 가문(영어판) - '동방의 로스차일드'(Rothschilds of the East)
- 은행 가문의 일람(영어판)